# Star vehicle
Na indústria cinematográfica, um star vehicle, ou simplesmente vehicle, é um tipo de produção escrita ou produzida para uma estrela cinematográfica específica, não importando se o motivo é promover sua carreira, ou simplesmente lucrar com sua popularidade atual. Ela é projetada para explorar o talento particular do famoso ou seu sex appeal. O termo também é aplicado a peças teatrais e programas de televisão. Em alguns casos, um artista pode produzir seu próprio star vehicle como forma de autopromoção ou um projeto vaidade.